# Breidenbach (Moselle)
Pour les articles homonymes, voir Breidenbach.
Breidenbach [bʁaidənbax] est une commune française située dans le département de la Moselle, en Lorraine, dans la région administrative Grand Est. Le village fait partie du Pays de Bitche, du Parc naturel régional des Vosges du Nord et du bassin de vie de la Moselle-Est.

## Géographie

### Localisation
La commune est à 3,6 km de Lengelsheim, 4 de Schweyen et 4,1 de Bousseviller.

### Géologie et relief
Le village est implanté en pays découvert, sur le plateau, au confluent de deux ruisseaux peu encaissés, le Breidenbach et le Burbach.
Le village a conservé la même configuration depuis l'époque où a été dressé l'Atlas topographique de comté de Bitche, au milieu du XVIIIe siècle. Cependant, les maisons, toujours non jointives, alors exclusivement implantées au pied des versants pour éviter les fonds humides, se sont installées dans les zones assainies. L'habitat s'est étendu le long des routes qui conduisent à Lengelsheim au sud et à Waldhouse au nord. Enfin l'étang du Breidenbacher Weyer, sur le cours d'eau principal, le Breidenbach, a été asséché.
La commune se compose de 27,39 hectares de territoires artificialisés (2,51 %), 825,43 hectares de territoires agricoles (75,59 %) et 238,92 hectares de forêts et milieux semi-naturels (21,88 %).
Espaces naturels :
- Quatre espaces protégés hors Natura 2000 :

Forêt de Hanau Mouterhouse Sturzelbronn Goendersberg,
Vosges du Nord. Réserve de Biosphère, zone tampon,
Vosges du Nord. Réserve de Biosphère, zone de transition,
Vosges du Nord. Parc naturel régional.
- Deux zones naturelles d'intérêt écologique, faunistique et floristique (Znieff) :

Forêts spontanées des Vosges du Nord,
Vallon en forêt du Nassenwald à Breidenbach.

### Écarts et lieux-dits
- Kleinwald, Olsberg, Sauerhof.

### Sismicité
Commune située dans une zone de sismicité 2 faible.

### Hydrographie et les eaux souterraines
La commune est située dans le bassin versant du Rhin au sein du bassin Rhin-Meuse. Elle est drainée par le ruisseau le Breidenbach et le ruisseau Burbach.
Le Breidenbach, d'une longueur totale de 10,4 km, prend sa source dans la commune de Schorbach et se jette dans la Horn à Walschbronn, après avoir traversé sept communes.

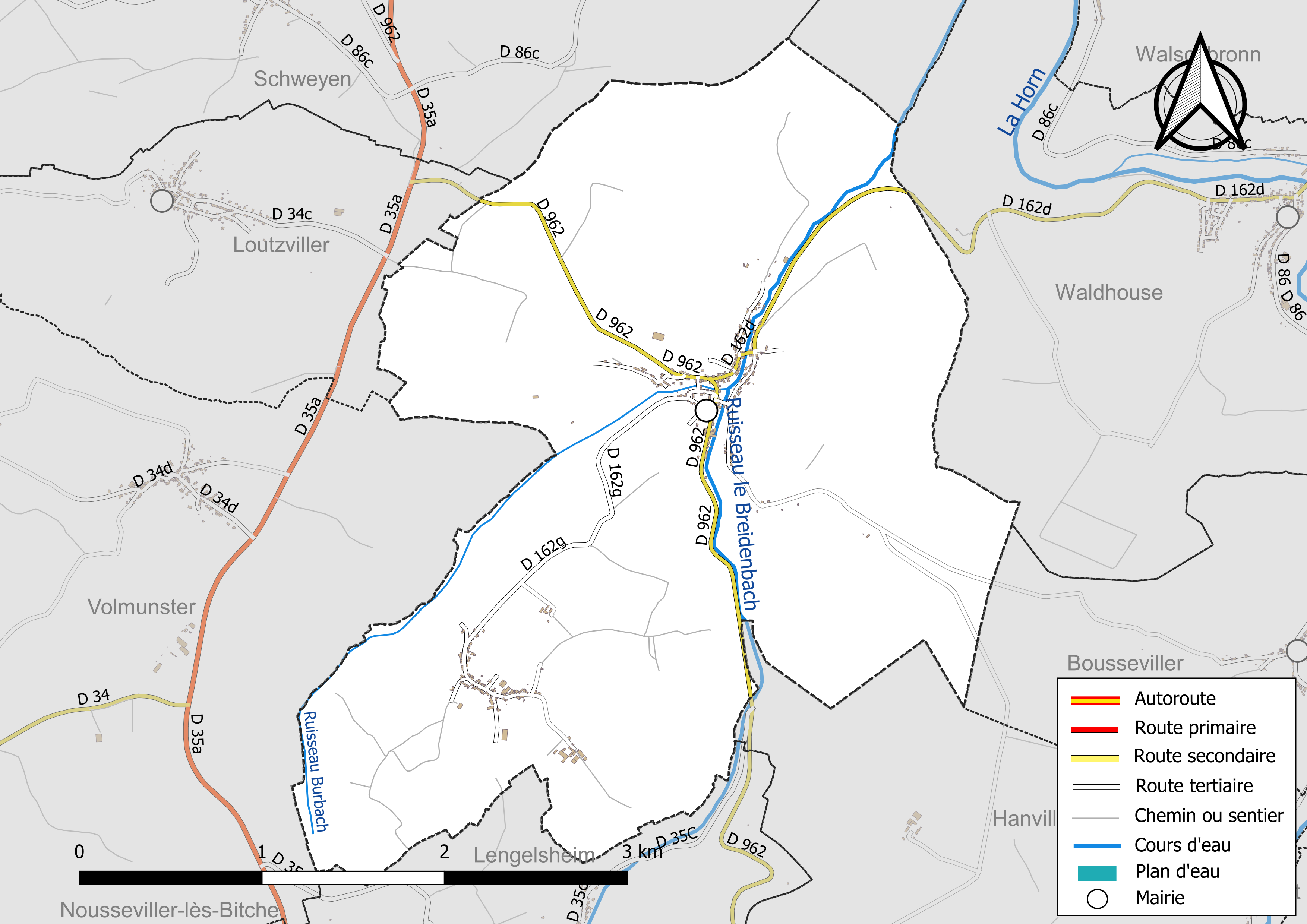
Réseaux hydrographique et routier de Breidenbach.

La qualité des eaux des principaux cours d’eau de la commune, notamment du ruisseau le Breidenbach, peut être consultée sur un site spécial géré par les agences de l’eau et l’Agence française pour la biodiversité.

### Climat
Pour des articles plus généraux, voir Climat du Grand Est et Climat de la Moselle.
En 2010, le climat de la commune est de type climat des marges montargnardes, selon une étude du Centre national de la recherche scientifique s'appuyant sur une série de données couvrant la période 1971-2000. En 2020, Météo-France publie une typologie des climats de la France métropolitaine dans laquelle la commune est exposée à un climat semi-continental et est dans la région climatique Vosges, caractérisée par une pluviométrie très élevée (1 500 à 2 000 mm/an) en toutes saisons et un hiver rude (moins de 1 °C).
Pour la période 1971-2000, la température annuelle moyenne est de 9,8 °C, avec une amplitude thermique annuelle de 17 °C. Le cumul annuel moyen de précipitations est de 927 mm, avec 12 jours de précipitations en janvier et 9,6 jours en juillet. Pour la période 1991-2020, la température moyenne annuelle observée sur la station météorologique de Météo-France la plus proche, « Volmunster », sur la commune de Volmunster à 5 km à vol d'oiseau, est de 10,2 °C et le cumul annuel moyen de précipitations est de 760,1 mm. 
La température maximale relevée sur cette station est de 37,6 °C, atteinte le 25 juillet 2019 ; la température minimale est de −18,6 °C, atteinte le 24 décembre 2001,,.
Les paramètres climatiques de la commune ont été estimés pour le milieu du siècle (2041-2070) selon différents scénarios d'émission de gaz à effet de serre à partir des nouvelles projections climatiques de référence DRIAS-2020. Ils sont consultables sur un site spécial publié par Météo-France en novembre 2022.

### Voies de communications et transports

#### Voies routières
- D162d vers Waldhouse[19],
- D162c vers Lengelsheim,
- D962 vers Bitche, Schweyen.

#### Transports en commun
- Fluo Grand Est.

##### SNCF
- Gare de Bitche,
- Gare de Rohrbach-lès-Bitche,
- Gare de Niederbronn-les-Bains,
- Gare de Wingen-sur-Moder,

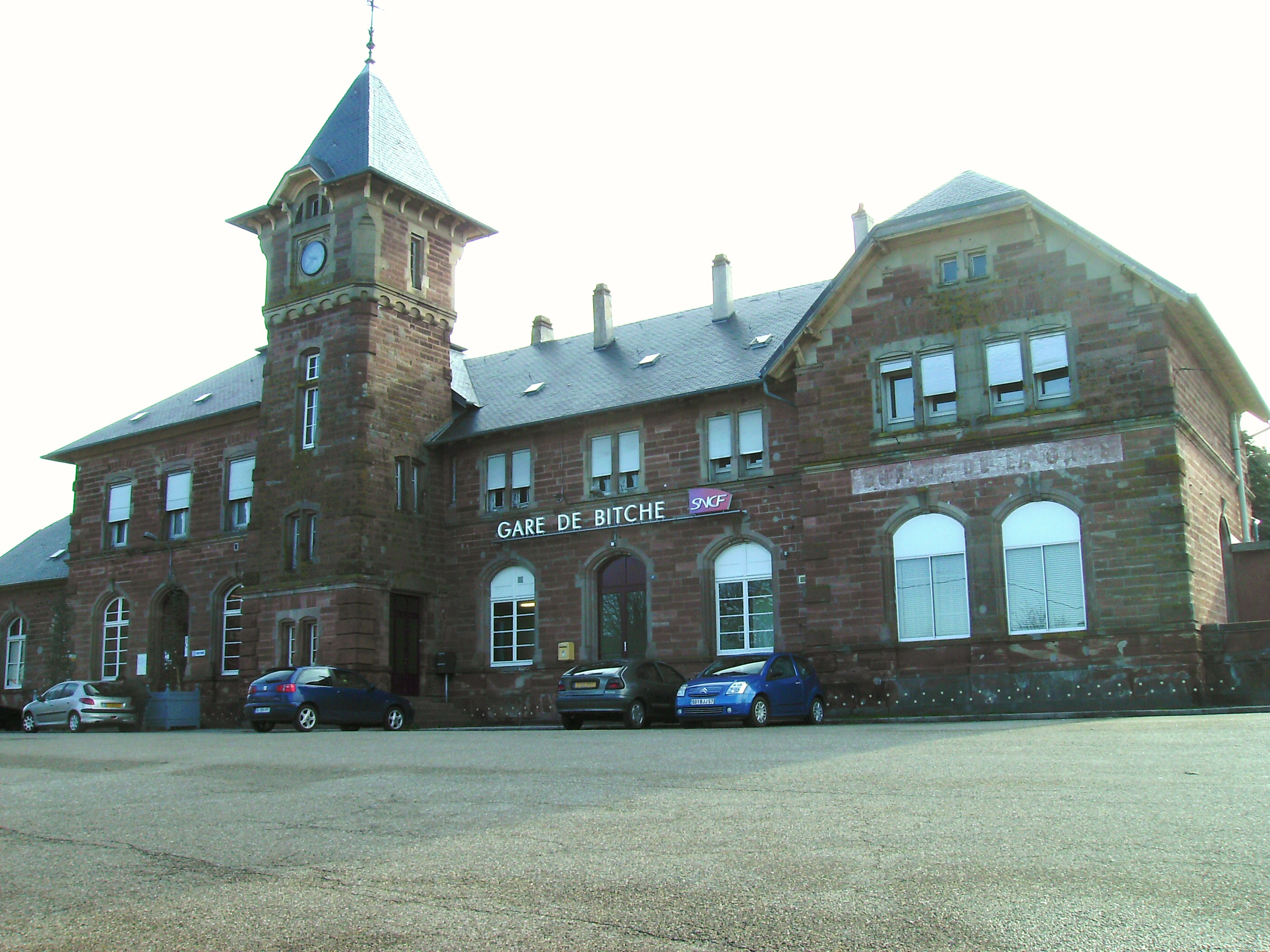
Gare de Bitche.

- Gare de Wœlfling-lès-Sarreguemines
- Gare de Wittring,
- Gare de Sarreinsming.

##### Aéroport
- Aéroport de Deux-Ponts

## Urbanisme

### Typologie
Au 1er janvier 2024, Breidenbach est catégorisée commune rurale à habitat dispersé, selon la nouvelle grille communale de densité à sept niveaux définie par l'Insee en 2022.
Elle est située hors unité urbaine et hors attraction des villes,.

### Intercommunalité
Commune membre de la Communauté de communes du Pays de Bitche.

### Occupation des sols
L'occupation des sols de la commune, telle qu'elle ressort de la base de données européenne d’occupation biophysique des sols Corine Land Cover (CLC), est marquée par l'importance des territoires agricoles (75,4 % en 2018), une proportion identique à celle de 1990 (75,4 %). La répartition détaillée en 2018 est la suivante :
zones agricoles hétérogènes (28,2 %), forêts (22,1 %), prairies (22 %), terres arables (20 %), cultures permanentes (5,1 %), zones urbanisées (2,5 %). L'évolution de l’occupation des sols de la commune et de ses infrastructures peut être observée sur les différentes représentations cartographiques du territoire : la carte de Cassini (XVIIIe siècle), la carte d'état-major (1820-1866) et les cartes ou photos aériennes de l'IGN pour la période actuelle (1950 à aujourd'hui).

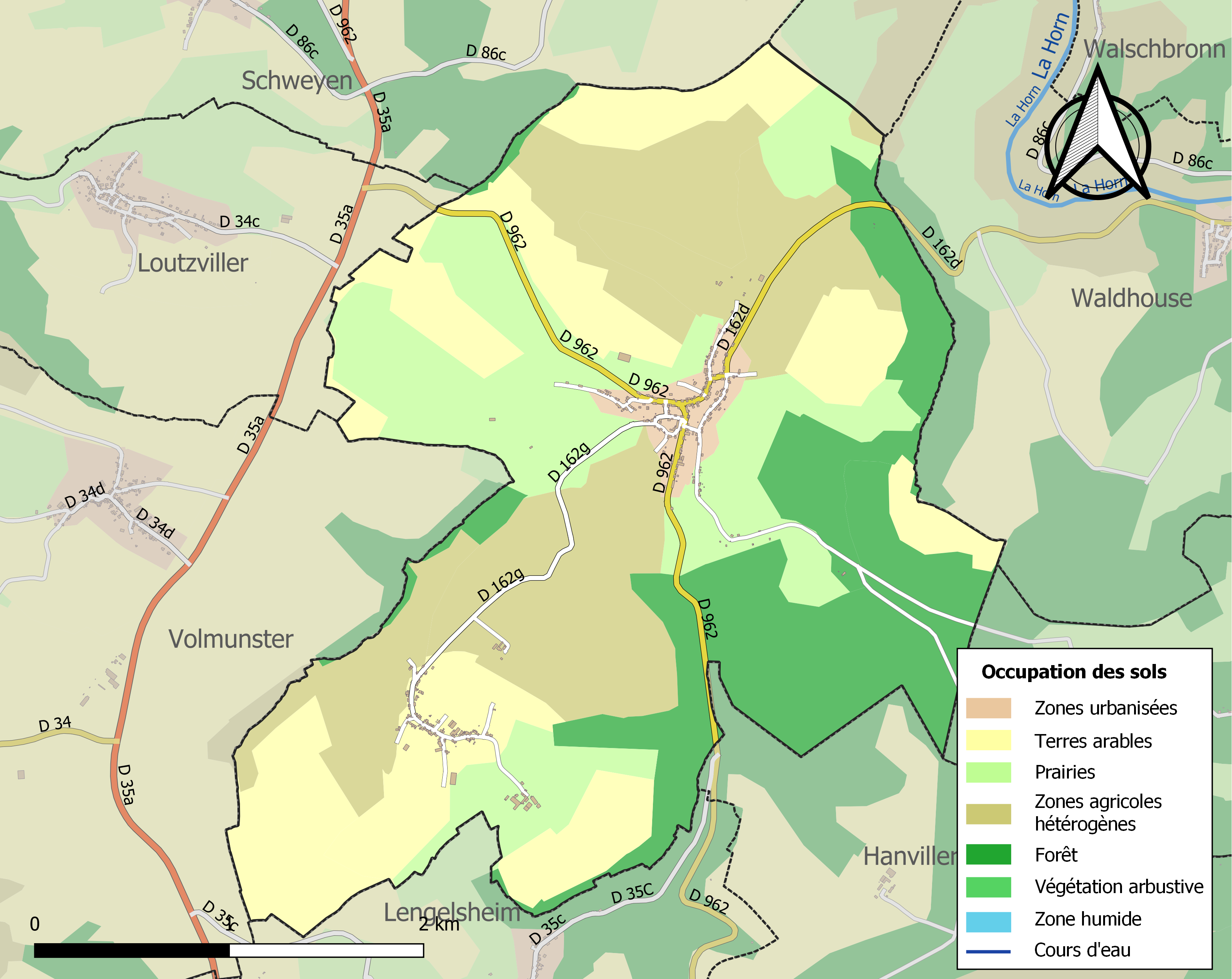
Carte des infrastructures et de l'occupation des sols de la commune en 2018 (CLC).

## Toponymie
- Le village doit son nom - Bredebach en 1152, de l'allemand breit (large) et Bach (le ruisseau) - à la présence de trois ruisseaux qui confluent sur son ban, là où la rivière est la plus large.
- Bredebach (1152), Breitenbach (1172), Preitenbach (1177), Bredenbach (1179), Bretinbach (1207), Breidenbach (1302), Breytembach (1594), Breitenbach (XVIIIe siècle), Breindenbach (1801).
- Breidebach en francique lorrain[25].

## Histoire
Simple ferme de la seigneurie de Bitche en 1172, celle-ci est successivement la propriété de l'abbaye cistercienne de Neubourg, près de Haguenau, puis de l'abbaye bénédictine de Bouzonville, qui la possède dans le courant du XIVe siècle.
Le village souffre particulièrement de la Guerre de Trente Ans, qui réduit presque à néant le nombre de ses habitants. Une colonie de Picards vient repeupler le hameau d'Olsberg à la fin du XVIIe siècle.

## Politique et administration
| Période                                  | Période      | Identité         | Étiquette | Qualité   |
| ---------------------------------------- | ------------ | ---------------- | --------- | --------- |
| Les données manquantes sont à compléter. |              |                  |           |           |
| 1919                                     | 1935         | Jean Mathi       |           |           |
| 1935                                     | 1940         | Jacques Lenel    |           |           |
| 1945                                     | 1946         | Albert Oliger    |           |           |
| 1946                                     | 1947         | Jean Koch        |           |           |
| 1947                                     | 1956         | Aloyse Scheid    |           |           |
| 1956                                     | 1959         | Alphonse Schmitz |           |           |
| 1959                                     | 1975         | Émile Burgun     |           |           |
| 1975                                     | 1988         | René Lang        |           |           |
| 1988                                     | mars 2001    | René Riwer       |           |           |
| mars 2001                                | mars 2008    | Éliane Lauer     |           |           |
| mars 2008                                | avril 2019   | Pierrot Fouchs   |           |           |
| juillet 2019                             | juillet 2020 | Gérard Lang      |           |           |
| juillet 2020                             | En cours     | Chris Mathi      |           | Chauffeur |

Du point de vue administratif, le village fut le chef-lieu de l'éphémère canton de Breidenbach créé en 1790 avant de passer dans celui de Volmunster en 1801.

### Budget et fiscalité 2023
En 2023, le budget de la commune était constitué ainsi :
- total des produits de fonctionnement : 213 000 €, soit 670 € par habitant ;
- total des charges de fonctionnement : 187 000 €, soit 589 € par habitant ;
- total des ressources d'investissement : 36 000 €, soit 114 € par habitant ;
- total des emplois d'investissement : 81 000 €, soit 255 € par habitant ;
- endettement : 114 000 €, soit 359 € par habitant.

Avec les taux de fiscalité suivants :
- taxe d'habitation : 12,42 % ;
- taxe foncière sur les propriétés bâties : 28,06 % ;
- taxe foncière sur les propriétés non bâties : 58,93 % ;
- taxe additionnelle à la taxe foncière sur les propriétés non bâties : 0,00 % ;
- cotisation foncière des entreprises : 0,00 %.

Chiffres clés Revenus et pauvreté des ménages en 2021 : médiane en 2021 du revenu disponible, par unité de consommation : 22 290 €.

## Population et société

### Démographie

#### Évolution démographique
L'évolution du nombre d'habitants est connue à travers les recensements de la population effectués dans la commune depuis 1793. Pour les communes de moins de 10 000 habitants, une enquête de recensement portant sur toute la population est réalisée tous les cinq ans, les populations de référence des années intermédiaires étant quant à elles estimées par interpolation ou extrapolation. Pour la commune, le premier recensement exhaustif entrant dans le cadre du nouveau dispositif a été réalisé en 2005.

En 2022, la commune comptait 310 habitants, en évolution de −6,34 % par rapport à 2016 (Moselle : +0,52 %, France hors Mayotte : +2,11 %).
| 1793 | 1800 | 1806 | 1821 | 1836 | 1841 | 1861 | 1866 | 1871 |
| ---- | ---- | ---- | ---- | ---- | ---- | ---- | ---- | ---- |
| 474  | 427  | 571  | 827  | 948  | 880  | 836  | 813  | 826  |

| 1875 | 1880 | 1885 | 1890 | 1895 | 1900 | 1905 | 1910 | 1921 |
| ---- | ---- | ---- | ---- | ---- | ---- | ---- | ---- | ---- |
| 808  | 785  | 749  | 715  | 692  | 667  | 661  | 681  | 627  |

| 1926 | 1931 | 1936 | 1946 | 1954 | 1962 | 1968 | 1975 | 1982 |
| ---- | ---- | ---- | ---- | ---- | ---- | ---- | ---- | ---- |
| 632  | 602  | 604  | 341  | 501  | 455  | 421  | 382  | 376  |

| 1990 | 1999 | 2005 | 2006 | 2010 | 2015 | 2020 | 2022 | - |
| ---- | ---- | ---- | ---- | ---- | ---- | ---- | ---- | - |
| 324  | 346  | 363  | 364  | 346  | 335  | 313  | 310  | - |

### Enseignement
Établissements d'enseignements :
- Écoles maternelles et primaires à Waldhouse, Volmunster, Schorbach, Liederschiedt, Haspelschiedt, Hottviller,
- Collèges à Bitche, Rohrbach-lès-Bitche, Lemberg,
- Lycées à  Bitche, Éguelshardt, Sarreguemines.

### Santé
Professionnels et établissements de santé :
- Médecins à Volmunster, Walschbronn, Bitche,
- Pharmacies à Volmunster, Bitche, Rohrbach-lès-Bitche,
- Hôpitaux à Bitche, Niederbronn-les-Bains, Sarreguemines.

### Cultes
- Culte catholique. Du point de vue spirituel, Breidenbach est succursale de la paroisse de Loutzviller dépendante de l'archiprêtre de Hornbach, puis en 1804 de celui de Bitche[35], Diocèse de Metz.

## Économie

### Entreprises et commerces

#### Agriculture
- Élevage de vaches laitières.
- Élevage d'ovins et de caprins.
- Élevage de volailles.
- Culture et élevage associés.
- Culture de céréales, de légumineuses et de graines oléagineuses.

#### Tourisme
- Hébergements et restauration à Bousseviller, Schorbach, Hottviller, Bitche.

#### Commerces
- Commerces et services de proximité à Soucht, Bitche.

## Culture locale et patrimoine

### Lieux et monuments

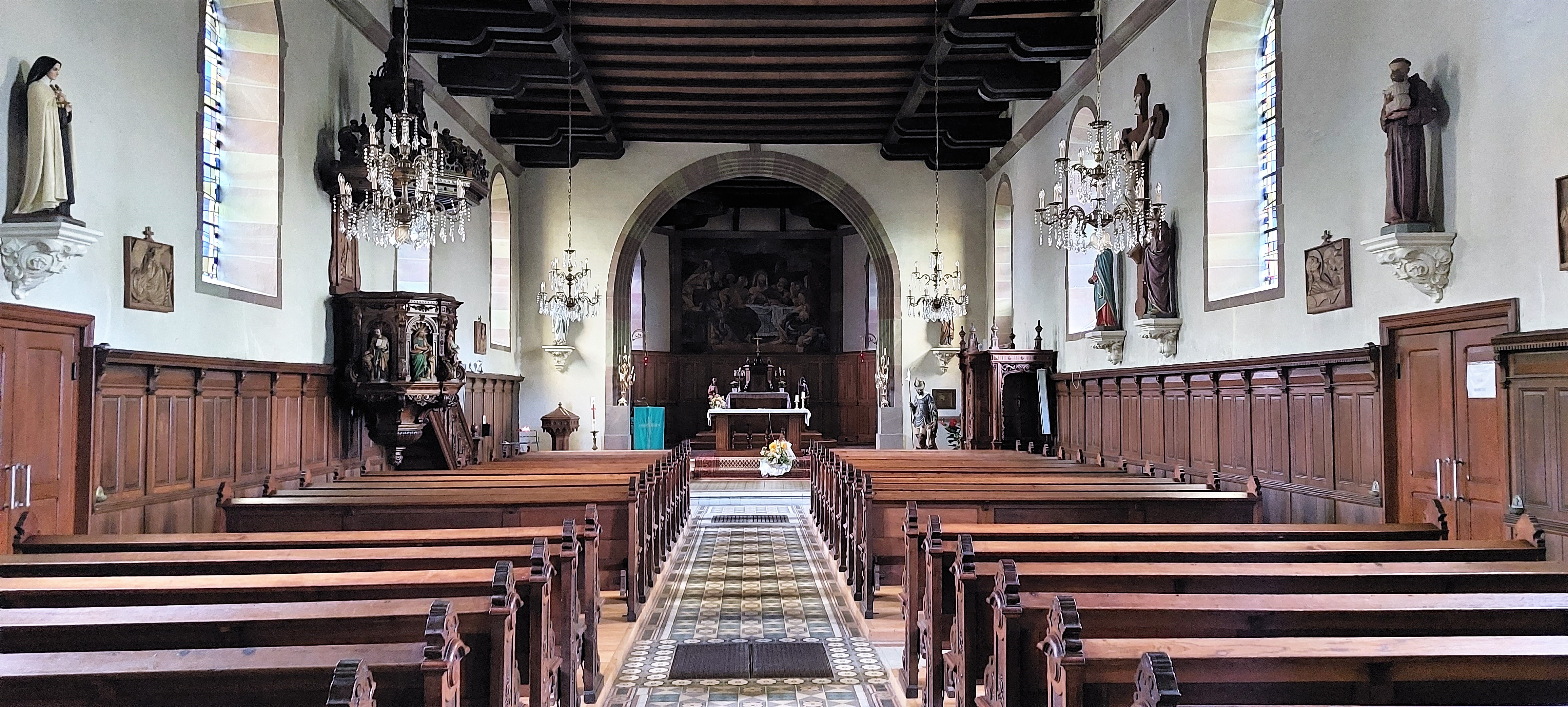
Intérieur de l'église Saint-Hubert.
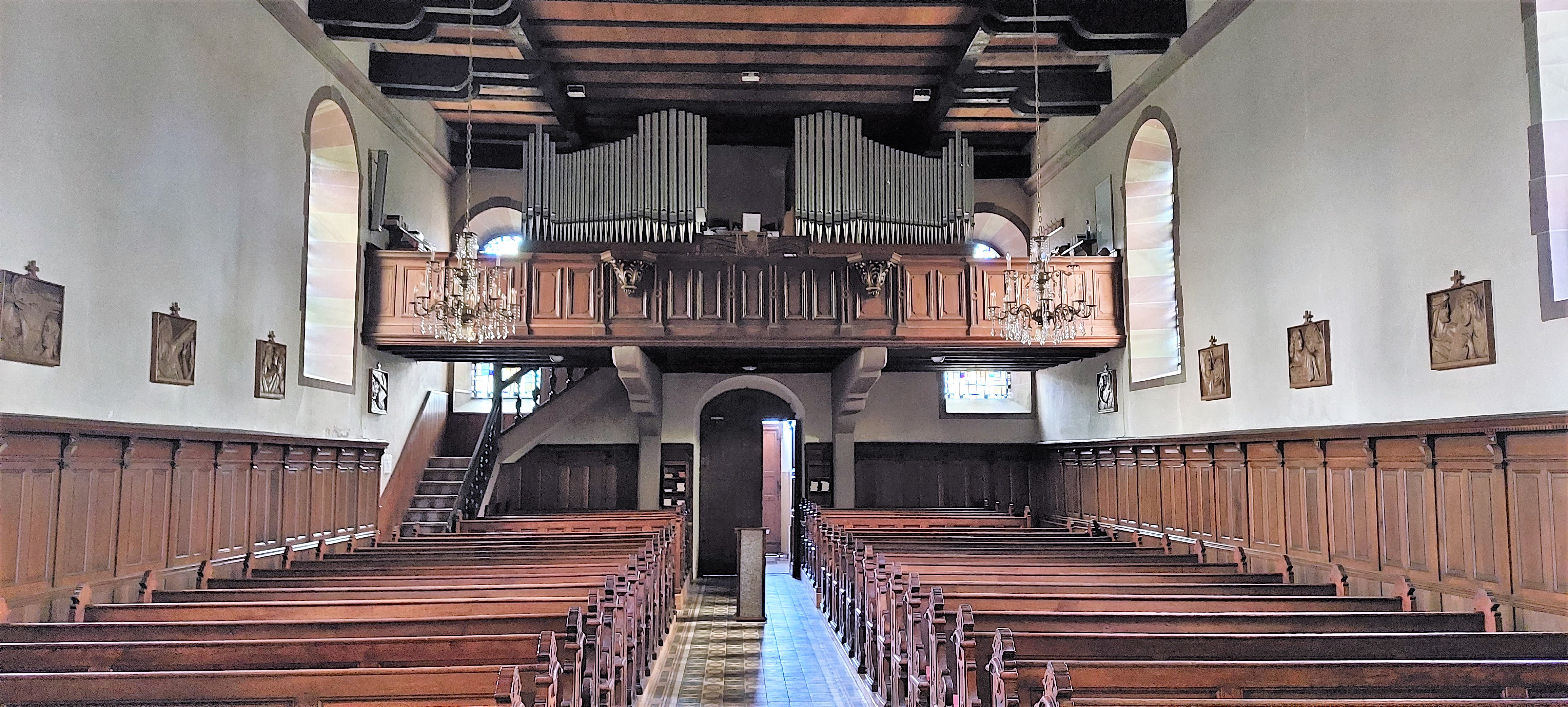
Orgue de l'église Saint-Hubert.
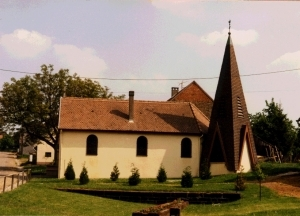
Chapelle Saint-Antoine-de-Padoue d'Olsberg.
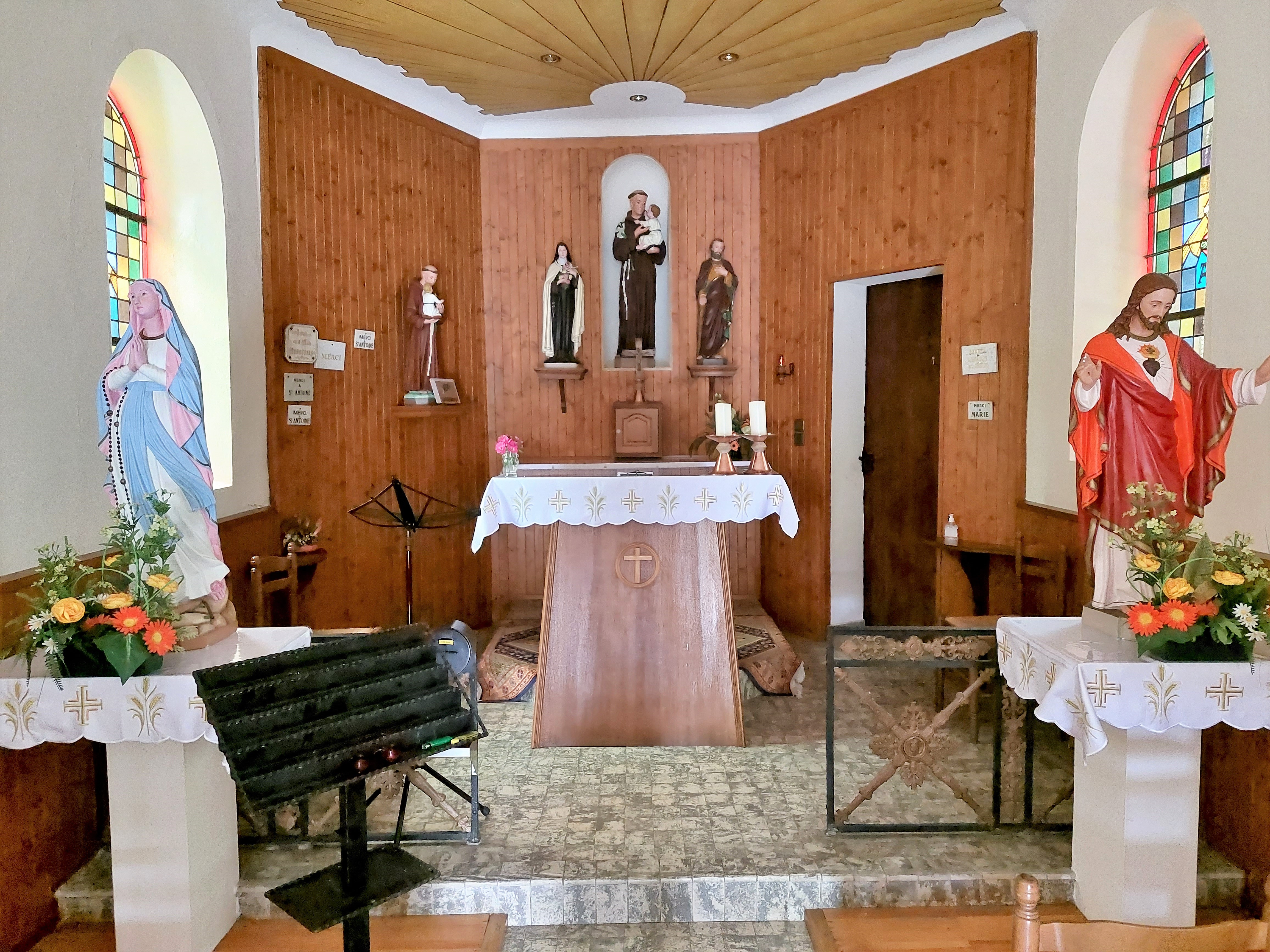
Intérieur chapelle Saint-Antoine de Padoue.
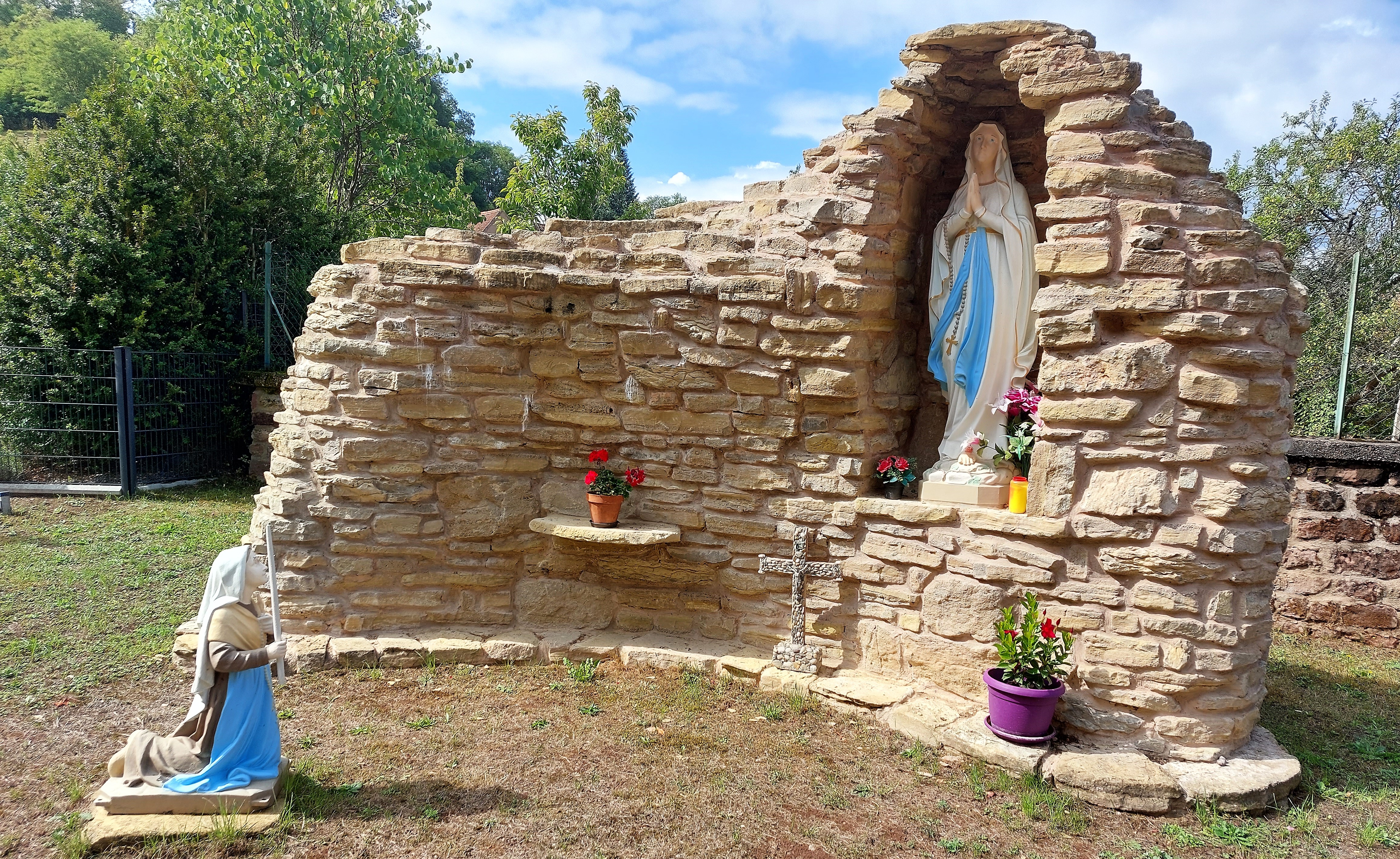
Grotte de Lourdes de l'église Saint-Hubert.
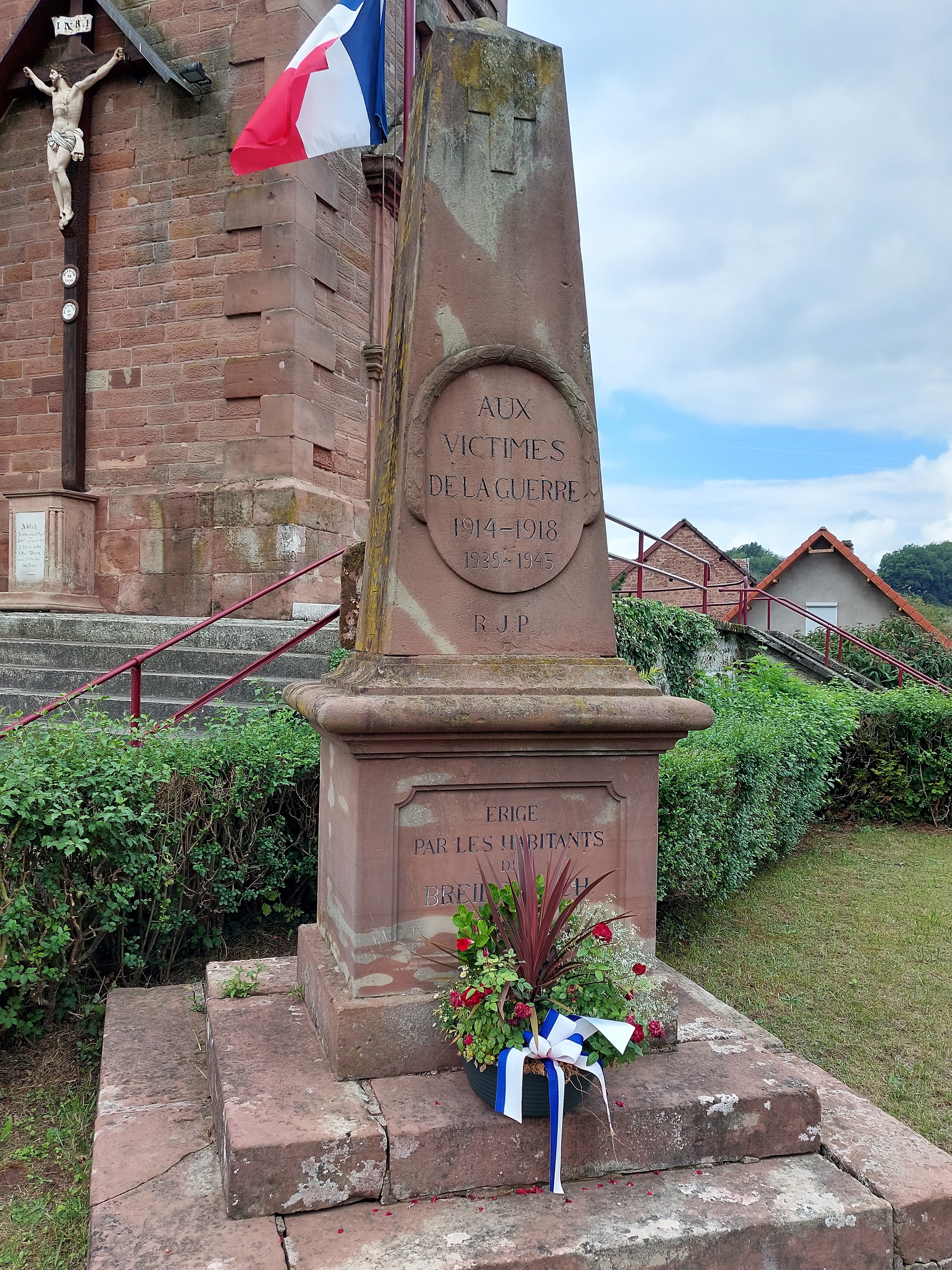
Monument aux morts.
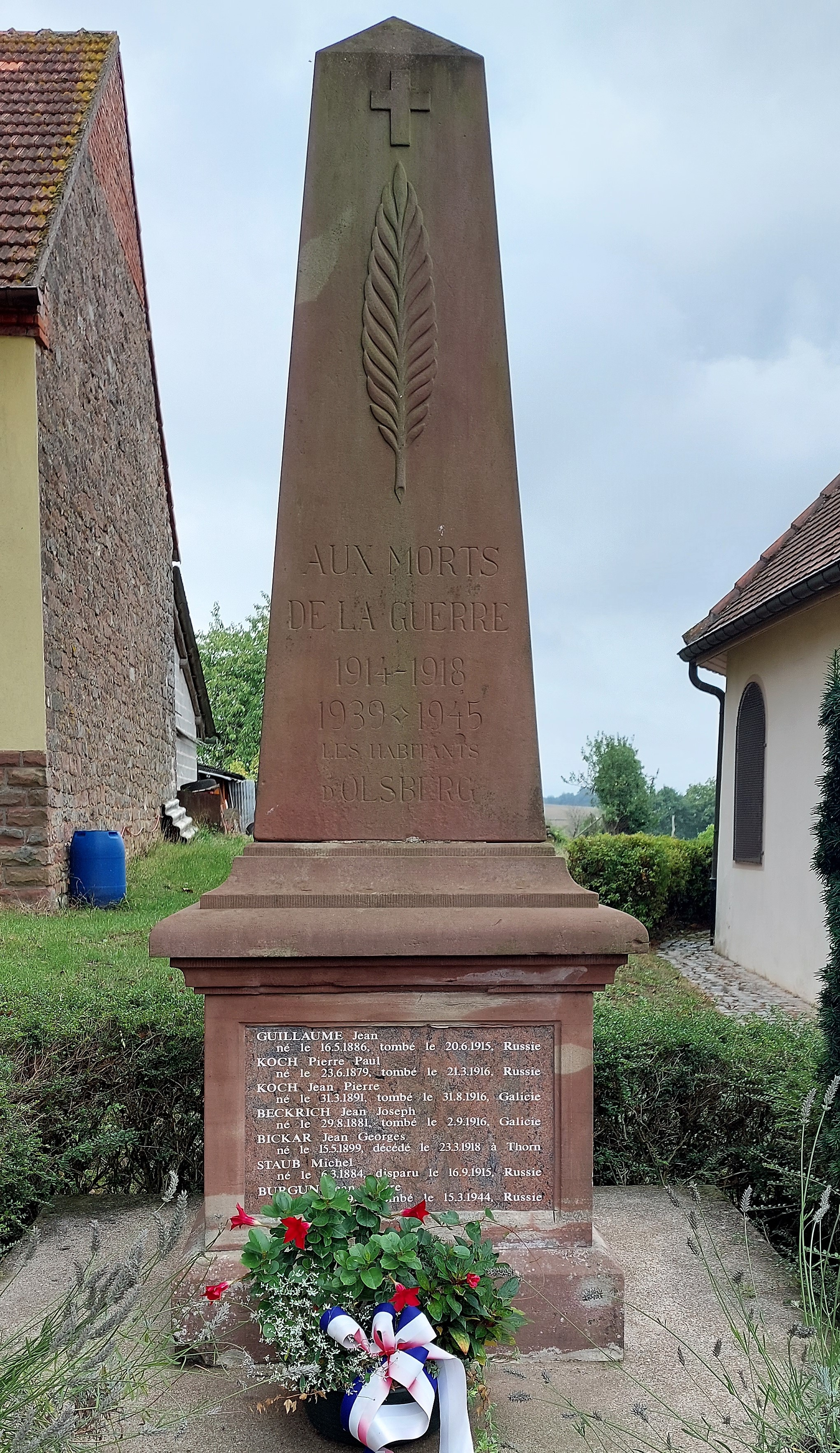
Monument aux morts Breidenbach-Olsberg.

#### Édifices civils
- Au milieu de l'uniformité des monuments en granite du XXe siècle, une unique stèle terminée par une croix, qui a échappé à la transformation jamais achevée du cimetière, évoque ce que a pu être ici l'art funéraire au XIXe siècle. Taillée dans le grès, peinte en blanc comme les croix de chemin, selon l'habitude régionale, elle date des années 1830. Bordée par des piastres enfilées, elle porte la représentation en demi relief des patrons du défunt : saint Michel pesant une âme dans sa balance et une sainte non identifiée avec l'épée de son martyre dans la main. Aux pieds du Christ, un cœur enflammé dans une nuée rayonnante évoque l'amour de celui-ci pour les hommes.
- Un calvaire datant du XVIIe siècle est élevé sur l'ancien chemin vers Lengelsheim, dominant le village au sud[36]. Une longue inscription gravée sur le fût droit rappelle que Pierre Druar a été tué par un chariot en avril 1778 et que ses parents ont fait dresser ce pieux souvenir à l'endroit même de l'accident.

#### Édifices religieux
- Église paroissiale dédiée à saint Hubert[37]. Ancienne filiale de Loutzviller ; construction d'une chapelle en 1779, aux frais des habitants, à cause de leur éloignement de l'église mère de Loutzviller ; agrandissement et construction d'une tour aux frais de la fabrique en 1859 ; endommagée pendant la guerre de 1939-1945 ; restaurée entre 1947 et 1951.

Orgue de l'atelier du facteur Haerpfer-Erman, installé en 1956.
- Chapelle baroque d'Olsberg, dédiée à saint Antoine de Padoue, construite en 1777 aux frais des habitants du village, à cause de leur éloignement de l'église mère de Loutzviller ; clocher construit en 1962 ; pèlerinage à Saint-Antoine de Padoue[39].
- Croix monumentale[40].
- Croix de chemin[41].
- Grotte de Lourdes[42],[43].
- Monument aux morts[44] : Conflits commémorés : Guerres de 1914-1918 - 1939-1945[45].
- Monument commémoratif[46].

## Pour approfondir